# 아테나 (비디오 게임)
《아테나》(Athena, アテナ)는 SNK가 제작한 1986년 아케이드 플랫폼 액션 게임이다. 주인공 여신 아테나를 조작해 스테이지에 나타나는 아이템으로 강화하고 적을 해치우는 것이 목표이다.
마이크로닉스가 개발한 패밀리 컴퓨터 이식판이 발매됐으며, 유럽 지역에서는 오션 소프트웨어가 코모도어 64와 ZX 스펙트럼으로 컴퓨터판을 출시했다. 2011년에는 아케이드판이 플레이스테이션 네트워크로 출시됐으며, 2018년에 마이크로소프트 윈도우, 플레이스테이션 4, 엑스박스 원 및 닌텐도 스위치로로 발매된 합본 《SNK 40주년 기념 컬렉션》에 수록됐다.
1987년에 슈팅 게임으로 장르를 변경한 후속작 《사이코 솔저》가 출시됐고, 2006년에는 휴대전화 기종으로 모바일 후속작 《아테나: 풀 스로틀》이 발매됐다. 그 외에 2003년에 발매된 크로스오버 격투 게임 《SNK vs. 캡콤: SVC 카오스》에선 보스로 찬조출연했다.

## 게임플레이
아테나를 조작해 스테이지 끝까지 진행해 보스를 물리치는 것이 목표이다. 적을 쓰러뜨리거나 주변 지형을 부술 때마다 아테나의 능력을 강화하는 장비들을 찾아 장착할 수 있는 롤플레잉 비디오 게임 요소가 들어있다.

## 발매
1986년 SNK의 아케이드 기판으로 처음 출시됐다. 닌텐도의 패밀리 컴퓨터 기종으로 마이크로닉스가 개발한 이식판이 일본과 북미 지역에 출시됐으며, 유럽에선 오션 소프트웨어가 개발한 코모도어 64 및 ZX 스펙트럼 컴퓨터 이식판이 출시됐다.
2011년 아케이드판이 플레이스테이션 네트워크로 출시됐다. 2018년 마이크로소프트 윈도우, 플레이스테이션 4, 엑스박스 원 및 닌텐도 스위치로로 발매된 합본 《SNK 40주년 기념 컬렉션》에는 아케이드판과 패밀리 컴퓨터판 모두 수록됐다.

## 기타
1987년에 발매된 슈팅 게임 후속작 《사이코 솔저》의 주인공 아사미야 아테나는 여신 아테나의 후손이다. 이후 아사미야 아테나가 주요 출연진으로 등장하는 《더 킹 오브 파이터즈 2000》에서는 여신 아테나가 도우미 캐릭터로서 등장했다.

## 같이 보기
- 패밀리 컴퓨터 게임 목록
- 패밀리 컴퓨터 게임 목록